# Trésor de la flotte espagnole de 1715
 (octobre 2011).
Si vous disposez d'ouvrages ou d'articles de référence ou si vous connaissez des sites web de qualité traitant du thème abordé ici, merci de compléter l'article en donnant les références utiles à sa vérifiabilité et en les liant à la section « Notes et références ».

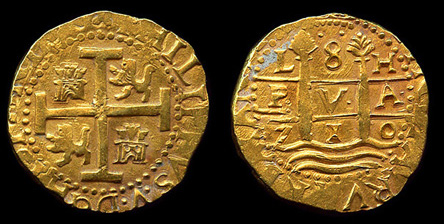
Pièce de monnaie récupérée dans le trésor.

Le trésor de la flotte espagnole de 1715 est la cargaison d'un convoi de la Flotte des Indes (dont le Urca de Lima) allant en Espagne après son passage au Nouveau Monde (Amérique), et s'étant échouée et éparpillée le long des côtes de la Floride après une violente tempête.

## Naufrage
Trois navires menés par Esteban de Ubilla font le voyage de La Havane à Cuba, où ils sont rejoints par six autres navires menés par Antonio de Echeverez. La flotte quitte Cuba le 24 juillet 1715.
Le 31 juillet 1715 (ou 10 août 1715), les onze navires de cette flotte sont perdus dans une tempête près de l'actuelle Floride, aux États-Unis. La tempête est un des plus forts ouragans jamais enregistrés. Selon les mots de Miguel de Lima qui dirigeait l'Urca de Lima :

« Le soleil a disparu et les vents nord nord-est augmentèrent en vélocité. Les mers devinrent géantes en taille, le vent nous poussait vers les côtes, nous repoussant vers des eaux troubles. Nous étions devenus incapables d'utiliser les voiles, rendus à la merci des vents et de l'eau qui nous portaient toujours plus près des côtes. Ayant perdu leurs mâts, tous les navires se sont échoués sur les côtes, à l'exception du mien, détruit en pièces. »

Seul un navire survit, le El Grifon, qui, en tête du cortège, ne se fit pas attraper dans l'ouragan et n'apprit la catastrophe qu'à son arrivée en Europe des semaines plus tard.
Plus de mille hommes auraient péri dans le naufrage. Les capitaines Esteban de Ubilla et Antonio de Echeverez périssent également. Tous les bateaux furent détruits dans la tempête, à l'exception du Urca de Lima dont la carcasse gît au large de Palmar de Ais. Les autorités espagnoles sont vite averties et déploient des équipes de secours qui arrivent  sur place fin août 1715. Pour protéger le bateau des chasseurs de trésors les Espagnols brûlent sa partie non-immergée pour le rendre invisible à la surface de l'eau.
Selon certaines versions, le Urca de Lima n'était pas un navire à trésor, mais transportait plutôt des herbes et épices américaines vers l'Europe.

## Recherche du trésor
Les onze bateaux contenaient un trésor estimés à 400 millions de dollars actuels. La nouvelle du naufrage massif arrive en Jamaïque en novembre 1715, menant de nombreux pirates à organiser leurs propres expéditions pour récolter les trésors perdus. Henry Jennings enliste 180 hommes pour partir à sa recherche. Charles Vane, Edward England et Samuel Bellamy font partie de l'expédition. Lorsqu'ils atteignent le site du naufrage début 1716, les troupes espagnoles ont déjà nettoyé les côtes (plusieurs esclaves périrent, envoyés dans le fond maritime pour retrouver et ramener les trésors à la surface). L'équipage de Jennings découvre tout de même 350 000 pièces d'or. Cette expédition pirate donna naissance au fameux gang de pirates Flying Gang.
La couronne britannique envoie Bernard Romans cartographier la côte de la Floride (1741-1784). Il découvre l'épave lors de cette expédition et en rapporte plusieurs pièces d'or.
En 1928, l'aventurier William J. Beach découvre à son tour la carcasse du Urca de Lima. Les canons du bateau récupérés lors de cette expédition sont aujourd'hui exposés à la mairie de Fort Pierce.
Une grande partie de ce trésor est découverte en 2013 dans les eaux de Fort Pierce en Floride par des chasseurs de trésors. En 2015, plusieurs centaines de pièces d'or sont découvertes par des chasseurs de trésors dans les eaux de Vero Beach en Floride, trouvaille estimée à 4,5 millions de dollars. Ces deux dernières expéditions ont été menées par la société 1715 Fleet - Queens Jewels LLC pour le compte de la famille Eric Schmitt, qui se retrouvent tous deux propriétaires à 80% des trésors découverts,.

## Protection des épaves
En 1987, le lieu où gît l'épave de l'Urca de Lima devient la première réserve archéologique sous-marine de l'État de Floride. En 2001, il est inscrit au Registre national des lieux historiques. La plongée sous-marine y est autorisée,.

## Dans la culture populaire
La série télévisée américaine Black Sails revient sur l'âge d'or de la piraterie en focalisant son histoire sur la recherche du trésor de l'Urca de Lima.